# Bertram Lomfeld
Bertram Lomfeld (* 1975 in Konstanz) ist ein deutscher Rechtswissenschaftler.

## Leben
Von 1996 bis 2002 studierte er Rechtswissenschaft an den Universitäten Heidelberg, Cambridge (Clare Hall), Paris (Sorbonne & Assas), Wien und Budapest (ELTE). Nach der Promotion 2013 an der Johann Wolfgang Goethe-Universität Frankfurt am Main bei Gunther Teubner war er seit 2013 an der FU Berlin W1-Professor für Privatrecht und Grundlagen des Rechts. Seit 2022 ist er an der FU Berlin W3-Professor für Bürgerliches Recht, Immaterialgüterrecht, Rechtsvergleichung und Grundlagen des Rechts.
Seine Forschungsschwerpunkte sind die rechtliche Konstruktion privatrechtlicher Grundinstitutionen (wie Vertrag, Eigentum oder die Unternehmensform), ihre konstitutive Kraft für moderne Gesellschaften, ihre pluralistischen politischen Begründungen und mögliche zukünftige Gestaltungen.

## Veröffentlichungen
- mit Peter Siller (Hrsg.): Rechtsphilosophische Kontroversen der Gegenwart. Baden-Baden 1999.
- mit Dan Wielsch (Hrsg.): The Public Dimension of Contract. Contractual Pluralism Beyond Privity. Durham 2013.
- Die Gründe des Vertrages. Eine Diskurstheorie der Vertragsrechte. Tübingen 2015, ISBN 3-16-153460-3.
- mit Alessandro Somma und Peer Zumbansen (Hrsg.): Reshaping Markets. Economic Governance, the Global Financial Crisis and Liberal Utopia. Cambridge 2016.
- (Hrsg.): Die Fälle der Gesellschaft. Eine neue Praxis soziologischer Jurisprudenz. Tübingen 2017.